# Заречье (Ивановский район)
 Заречье — деревня в Ивановском районе Ивановской области. Входит в состав Беляницкого сельского поселения.

## География
Находится в западной части Ивановской области на расстоянии приблизительно 6 км на запад-северо-запад по прямой от вокзала станции Иваново на правом берегу речки Чернавка.

## История
Деревня появилась после 1859 года. Предположительно, возникла как выселок деревни Говядово, расположенной на противоположном берегу Чернавки. Ныне это район активного коттеджного строительства.

## Население
Постоянное население составляло 3 человека в 2002 году (русские 100 %), 8 в 2010.